# Tim Steens
Tim Steens, född den 13 december 1955 i Rotterdam, Nederländerna, är en nederländsk landhockeyspelare.
Han tog OS-brons i herrarnas landhockeyturnering i samband med de olympiska landhockeytävlingarna 1988 i Seoul.